# HD 142022
HD 142022 és un sistema estel·lar binari situat en la constel·lació de l'Octant a una distància de 117 al. L'estrella primària (HD 142022 A) té un tipus espectral G9V i una magnitud aparent de 7,69. La seva massa és menys d'un 1% menys que la del Sol, però el radi és només un 70,5%. És una estrella d'avançada edat, només uns 400 milions d'anys més jove que l'Univers. És una estrella de Població I amb una metal·licitat un 55% més gran que la solar.
El 2005 d'ho va descobrir un planeta orbitant-hi.
| Companya (per ordre des de l'estrella) | Massa    | Semieix major (ua) | Període orbital (dies) | Excentricitat | Inclinació | Radi |
| -------------------------------------- | -------- | ------------------ | ---------------------- | ------------- | ---------- | ---- |
| b                                      | >4.47 MJ | 2.93               | 1928 ± 46              | 0.53 ± 0.20   | —          | —    |